# Ulica Jana Zamoyskiego w Zamościu
Ulica Jana Zamoyskiego – zamojska ulica jednojezdniowa na Osiedlu Jana Zamoyskiego.

## Historia
Ulica ta powstała w II połowie lat 70. XX wieku, pierwotnie jako dojazd do budowanego osiedla o tej samej nazwie.

### Nazwa
Początkowo istniała jako ul. Nowoodrodzenia, jednak w latach 1979–1989 pod nazwą ul. B. Bieruta. Od 1989 roku funkcjonuje obecna nazwa.

## Obecnie
Obecnie jest to jedna z ruchliwych i ważniejszych ulic zbiorczych w mieście. Przebiega przy jednym z największych osiedli w Zamościu, łączy się ponadto z Obwodnicą Hetmańską (ul. Legionów). Po południowej i wschodniej stronie ulicy skupia się niemal wyłącznie zabudowa mieszkalna (bloki) osiedla J. Zamoyskiego; podobnie po zachodniej (os. Bohaterów Monte Cassino, os. Zakole). Wśród obiektów położonych przy ul. J. Zamoyskiego są m.in. market Biedronka, szkoły: SP nr 4, Zespół Szkół Ponadpodstawowych nr 3 (dawny „elektryk”) oraz Instytut Matematyczno-Przyrodniczy PWSZ. Przy budynku SP nr 4 nad ulicą przebiega kładka dla pieszych.
Przy skrzyżowaniu z ul. S. Wyszyńskiego znajduje się kościół pw. Matki Bożej Królowej Polski, Muzeum Diecezjalne oraz redakcja Katolickiego Radia Zamość, nowy gmach Sądów Rejonowego i Okręgowego (przeniesionych w 2017 roku), w pobliżu również CH E.Leclerc, a przy Zesp. Szkół Ponadpodst. nr 3 czynna jest publiczna Kryta Pływalnia.
Wzdłuż ulicy – od ronda na skrzyżowaniu z ul. Legionów do ul. S. Wyszyńskiego – przebiega droga dla rowerów.
W pobliżu os. Zakole w 2015 r. powstał jeden z dwóch nowych przystanków kolejowych w Zamościu – Zamość Wschód.